# Тень, или Может быть, всё обойдётся
«Тень, или Может быть, всё обойдётся» — советский музыкальный фильм по пьесе Евгения Шварца «Тень», снятый  режиссёром Михаилом Козаковым в 1991 году.

## Сюжет
Учёный Христиан-Теодор приезжает в сказочное королевство, где царят нажива, зависть и злоба. Он оказывается вовлечён в сложнейшую сеть интриг королевского двора. После первой встречи с принцессой учёный заговорил со своей тенью, и вдруг она оживает. Теодор-Христиан (или просто Теодор), тень главного героя, оказывается полной его противоположностью — холодным, циничным, расчетливым малым. Христиан влюбляется в принцессу Луизу и пытается пригласить её на свидание, но Тени удаётся обмануть его.
Безвестная Тень, пресмыкавшаяся в потёмках, в считанные дни успевает отбить любимую девушку у Учёного, восходит на престол королевства и начинает всем диктовать свою волю. Друзья и возлюбленная отвернулись от Христиана, и ему грозит вечный позор и казнь. Но всё заканчивается счастливо, потому что тень не может одолеть человека. Добро победило в этой истории.

## В ролях
- Константин Райкин — учёный Христиан-Теодор / тень Теодор-Христиан (поёт Михаил Серышев)
- Марина Неёлова — Юлия Джули (поёт Лариса Долина)
- Марина Дюжева — принцесса Луиза (поёт Светлана Степченко)
- Анна Ямпольская — Аннунциата
- Александр Лазарев — доктор
- Михаил Козаков — Цезарь Борджиа, журналист
- Вячеслав Невинный — Пьетро, хозяин гостиницы
- Юрий Волынцев — первый министр
- Спартак Мишулин — министр финансов
- Гурген Тонунц — тайный советник
- Иван Уфимцев — палач
- Владимир Ферапонтов — полицейский
- Валентин Кулик — мажордом
- Александр Цекало — певец на пляже
- Лолита Милявская — курортница
- Семён Берлин — продавец ножей
- Ирина Вдовина — контрабасистка
- Александр Рыжков — эпизод
- Аркадий Коваль — эпизод
- Станислав Михин — эпизод

## Съёмочная группа
- Авторы сценария: Михаил Козаков, Игорь Шевцов
- Режиссёр: Михаил Козаков
- Оператор: Виктор Шейнин
- Художник: Алексей Аксёнов, Дмитрий Алексеев
- Композитор: Владимир Дашкевич
- Текст песен: Юлий Ким
- Вокал: Сергей Никитин, Лариса Долина, Светлана Степченко, Анна Ямпольская, Михаил Серышев, Александр Цекало, Лолита Милявская
- Хореография: Кирилл Ласкари
- Звукорежиссёр: Олег Зильберштейн

## Особенности экранизации
Через 20 лет после фильма 1971 года пьеса Евгения Шварца была снова перенесена на экран. Новая экранизация истории о раздвоении личности учёного несла намного более острый социальный контекст, преобладающий над комедийным началом. В обоих фильмах в одной из главных ролей выступила Марина Неёлова.